# Гирча
Гирча́ (лат. Selínum) — род растений семейства Зонтичные  (Umbelliferae), или Сельдерейные (Apiaceae). Распространён в Европе и Азии. Во флоре России один вид — Гирча тминолистная (Selinum carvifolia (L.) L., 1762)

## Ботаническое описание
Поликарпические, голые травянистые многолетние растения со стержневой корневой системой. Стебли одиночные, прямые, кверху разветвляющиеся. Листья с плотными черешками, переходящими в узкие невздутые влагалища, трижды- или четырежды перисторассечённые. Соцветие — сложный зонтик, листочки обёрточек многочисленные, линейные. Чашечка без зубцов или с короткими зубцами; лепестки белые или розоватые, яйцевидные, выемчатые; стилоподии отогнуты на спинную сторону мерикарпия. Плоды эллиптические или яйцевидные; рёбра мерикарпиев прямые, краевые с широкими крыльями, спинные — крыловидные; комиссура узкая. 2n=22.

## Внутриродовая классификация
Род Selinum sensu lato может быть подразделён на 14 видов, однако его отграничение от родственных родов Лигустикум (Ligusticum L.), Лигустикопсис (Ligusticopsis Leute), Кортия (Cortia DC.), Кортиелла (Cortiella C.Norman), Гирчовник (Conioselinum Fisch. ex Hoffm.), Книдиум (Cnidium Cusson ex Juss.) и др. остаётся незавершённой. Согласно М. Г. Пименову (2012) род Selinum является дитипным.

## Виды
В соответствии с базой данных The Plant List (2013) в роду Selinum в статусе accepted выделяют 8 видов и одну разновидность:
- Selinum capitellatum A. Gray) Benth. and Hook.f., 1871 — Гирча мелкоголовчатая = Angelica capitellata (A.Gray) Spalik, Reduron & S.R.Downie, 2004 — Дудник мелкоголовчатый — США (Калифорния, Айдахо, Невада, Орегон)[5].
- Selinum capitellatum var. scabrum (Jeps.) Munz, 1935 — Гирча мелкоголовчатая шероховатая = разновидность Дудника мелкоголовчатого
- Selinum carvifolia (L.) L., 1762 — Гирча тминолистная — Европа (от Франции и южной Англии до Финляндии, Украины и Болгарии), Россия (европейская часть — Карелия, Ладога, Волжско-Камский район, Волжско-Донской район, Причерноморье; Западная Сибирь).
- Selinum cryptotaenium H.Boissieu,  1903[6] = Ligusticopsis glaucescens (H. Wolff) Lavrova & Kljuykov, 1994 — Лигустикопсис сизоватый[7] — Китай (Сычуань, Юньнань).
- Selinum longicalycium M.L.Sheh, 1992 basionym — Гирча длинночашечковая = Ligusticopsis longicalycia ( M.L.Sheh ) Pimenov & Kljuykov, 1999 — Лигустикопсис длинночашечковый}[8] — Китай (северо-западный Юньнань).
- Selinum papyraceum C.B.Clarke, 1879 basionym — Гирча тонко-кожистая = Conioselinum papyraceum (C.B.Clarke) Pimenov & Kljuykov, 1999 — Гирчовник тонко-кожистый[9] = Conioselinum tataricum Fisch. ex Hoffm., 1816 — Гирчовник татарский[10] — Средняя Азия и Казахстан, Средняя и Восточная Европа, Сибирь, Монголия, Афганистан, Пакистан, Индия, западный Китай.
- Selinum pyrenaeum (L.) Gouan, 1773 — Гирча пиренейская — Франция, Испания.[11]
- Selinum vaginatum (Edgew.) C.B.Clarke, 1879 — Гирча влагалищная — Индия и Западный Пакистан[12].
- Selinum wallichianum (DC.) Raizada & Saxena, 1966 — Гирча Валлиха = Ligusticopsis wallichiana (DC.) Pimenov & Kljuykov, 2001 — Лигустикопсис Валлиха[13] = Selinum tenuifolium Salisb., 1796 — Гирча тонколистная[14] — Китай, Бутан, Индия, Кашмир, Непал, Пакистан.